# Grabkogel
De Grabkogel is een 3054 meter hoge berg in de Ötztaler Alpen in de Oostenrijkse deelstaat Tirol.
De berg ligt aan het eind van het Pitztal, ten noorden van de Mittelbergferner. De weg naar de top is bekort door de bouw van de Pitztaler Gletscherbanen, waarlangs de Pitzexpress naar een bergstation op 2840 meter hoogte voert. De top is ook te bereiken vanaf de Braunschweiger Hütte, gelegen ten noordoosten van de Grabkogel op 2759 meter hoogte. Een tocht van daar naar de top van de Grabkogel neemt ongeveer twee uur in beslag.
De bergtop werd voor het eerst beklommen op 2 januari 1873. De naam van de klimmer die de tocht ondernam, is echter niet bekend.